# Argentum Online

Biểu trưng của trò chơi

Argentum Online là tựa game MMORPG của Argentina ra mắt năm 1999. Nó có sẵn trên Microsoft Windows và được Pablo Márquez phát triển ở thành phố La Plata.
Trò chơi này có điểm khác biệt ở chỗ đây là tựa game MMORPG đầu tiên được phát triển ở Argentina. Phần tiếp theo mang tên Argentum 2 đã có lúc được phát triển. Game có hẳn một đời sống nằm bên ngoài vũ trụ hư cấu, một trong những gamemaster của tựa game này từng lưu ý "Việc cộng đồng Argentum vượt qua rào cản của tác phẩm giả tưởng thuần túy đối với hầu hết người chơi là một trong những đặc điểm tích cực nhất của trò chơi này. Một ngày nào đó nảy sinh ý tưởng tổ chức bữa tiệc hòng quy tụ tất cả mọi người".
Những nhà phát triển và người hâm mộ bắt tay cùng nhau tạo ra các biến thể và bản mod của trò chơi này, vì vậy mà có tới bốn phiên bản khác nhau ra đời vào năm 2001.
Mã nguồn của game được phát hành vào năm 2003 theo giấy phép công cộng GNU và có thể tải xuống từ SourceForge. Điều này đã khiến nhiều máy chủ do người chơi điều hành mọc lên như nấm. Các máy chủ này không được nhà phát triển ban đầu kiểm duyệt cũng như nắm quyền kiểm soát và thường khác biệt về mặt cơ học so với phiên bản 2003 của game.
Năm 2020, Pablo Marquez và một nhóm các nhà phát triển khác đã bắt đầu phát triển phần tiếp theo có tên là Argentum Forever. Nhưng mọi chuyện đã tan thành mây khói, quá trình phát triển nhanh chóng bị bỏ dở và các khoản quyên góp ủng hộ trò chơi này không được trả lại.
La Nación mô tả đây là "người tiên phong địa phương" của thể loại game nhập vai (RPG). Página 12 gợi ý rằng đây là một trò chơi "vô chủ" không có chủ sở hữu và thay vào đó là "tựa game của mọi người".